# Erzsébetkápolna
Erzsébetkápolna (1899-ig Kápolna, szlovákul Kaplna, németül Kapeln) község Szlovákiában, a Pozsonyi kerületben, a Szenci járásban.

## Fekvése
Nagyszombattól 14 km-re délnyugatra fekszik.

## Története
A község területén már 5000 évvel ezelőtt, majd a római korban és a nagymorva időkben is éltek emberek. A 11. század első felében épült kéttornyú, román stílusú temploma. A települést 1244-ben IV. Béla király oklevele említi először, ekkor épült mai temploma is a korábbi templom helyén. Neve a latin eredetű kápolna szóból származik, Vöröskő várának tartozéka volt. 1289-ben Capolna, 1297-ben Capella néven, 1460-ban Kapeln néven említik. A falu a török rajtaütések következtében teljesen elnéptelenedett, helyükre a 16. században horvát menekültek érkeztek, akik később elszlovákosodtak.
A trianoni békeszerződésig Pozsony vármegye Szenci járásának része. 1974 és 1990 között Báhonyhoz tartozott.

## Népessége
| Év:            | 1994. | 2004.   | 2014.   | 2024.    |
| -------------- | ----- | ------- | ------- | -------- |
| Emberek száma: | 707   | 719     | 739     | 961      |
| Eltérés:       |       | +1,69 % | +2,78 % | +30,04 % |

| Év:            | 2023. | 2024.   |
| -------------- | ----- | ------- |
| Emberek száma: | 950   | 961     |
| Eltérés:       |       | +1,15 % |

1910-ben 410 lakosából 402 szlovák, 6 német és 2 magyar anyanyelvű volt.
1991-ben 736 lakosából 14 magyar.
2001-ben 703 lakosából 5 magyar volt.
2011-ben 701 lakosából 687 szlovák.

## Nevezetességei
- Árpád-házi Szent Erzsébet tiszteletére szentelt római katolikus temploma 1244-ben épült kora gótikus stílusban. 1634-ben leégett, de újjáépítették. 1760 és 1762 között barokk stílusban építették át. Gótikus részleteit 1960-ban tárták fel.